# Axis of Justice
Axis of Justice (Eixo de Justiça) é uma organização não lucrativa formada pelos músicos Tom Morello do Rage Against The Machine e Serj Tankian do System of a Down. O propósito dela é unir os músicos e os fãs para lutar pela justiça social. Uma tenda do Axis of Justice costuma estar nos festivais onde o Audioslave ou o System of a Down estão tocando, como em  Lollapalooza em 2003. O Axis of Justice também tem um show mensal que pode ser ouvido pela emissora de rádio KPFK em Los Angeles, Califórnia.
Em 2004, eles lançaram um álbum ao-vivo intitulado "Axis of Justice: Concert Series Volume 1". Ele contém performances por Flea do Red Hot Chili Peppers, Brad Wilk e Chris Cornell do Audioslave, Serj Tankian do System of a Down, Pete Yorn, Tim Walker, Maynard James Keenan do Tool, A Perfect Circle, Wayne Kramer e muitos outros.
Foi gravado durante um show em Avalon, Los Angeles. O show foi beneficente para arrecadar dinheiro para o Axis of Justice.